# Helicopis latmica
Helicopis latmica är en fjärilsart som beskrevs av Adalbert Seitz 1913. Helicopis latmica ingår i släktet Helicopis och familjen Riodinidae. Inga underarter finns listade i Catalogue of Life.